# М'єрца
М'єрца (рум. Mierța) — село у повіті Селаж в Румунії. Входить до складу комуни Кузеплак.
Село розташоване на відстані 363 км на північний захід від Бухареста, 23 км на південний схід від Залеу, 40 км на північний захід від Клуж-Напоки.

## Населення
За даними перепису населення 2002 року у селі проживали 185 осіб.
Національний склад населення села:
| Національність | Кількість осіб | Відсоток |
| -------------- | -------------- | -------- |
| румуни         | 170            | 91,9%    |
| цигани         | 14             | 7,6%     |

Рідною мовою назвали:
| Мова      | Кількість осіб | Відсоток |
| --------- | -------------- | -------- |
| румунська | 174            | 94,1%    |
| циганська | 10             | 5,4%     |